# 윤태일 (1918년)
윤태일(尹泰日, 1918년 6월 18일~1982년 12월 10일)은 대한민국의 군인, 정치인이다. 대한민국 국군 창군 주역의 한사람으로 군내 만주군 파벌이었다.

## 주요 이력
1961년 박정희, 장도영, 김종필 등과 함께 5·16 군사 정변에 참여하였으며, 현역 군인의 신분으로 서울특별시장을 역임하기도 했다. 유신정우회 소속으로 제9대 국회의원을 지냈다.

## 생애
경기도 인천에서 출생하였고 경성부에서 성장했다. 이후 만주로 건너가 만주 신경군관학교를 졸업하고 만주군 소위에 임관되었다. 이 당시 후일 대통령을 지낸 박정희의 신경군관학교 1기 선배였다. 태평양 전쟁 종전 시점에 만주군 공병 중위었다.
미군정 지역으로 내려와서 대한민국 육군에 입대하였고, 공병 장교가 되었다. 1950년 한국 전쟁에 참전하였다. 이후 육군 제120건설공병단장을 거쳐 육군공병학교장이 되었다.
그 뒤 제1군사령부 공병부장, 육군본부감찰감, 육군 제36보병사단장 등을 역임했다.
1961년 5·16 군사 정변에 참여하였고, 정변이 성공한 뒤 서울특별시장에 임명되었으나 이후 핵심 세력에서 밀려났다. 제12대 서울특별시장을 거쳐 1964년 1월 5일을 기하여 육군 중장으로 1계급 특진과 동시에 1964년 1월 8일을 기하여 육군 중장 예편했다.
그 뒤 대한주택공사 사장, 유신정우회 소속 제9대 국회의원 등을 역임하였다. 1978년 국회건설분과위원장이 되었다. 그 뒤 민주평통 자문위원으로 있다가 1982년 12월 10일 심장마비로 병사했다.
사후 서울 동작동에 위치한 현충원 국립 묘지에 안장 되었다.

## 학력
- 신경군관학교 제1기
- 대한민국 육군사관학교 특7기
- 대한민국 육군공병학교 졸업
- 대한민국 육군보병학교 졸업
- 대한민국 육군대학교 졸업
- 대한민국 국방대학원 행정학 석사

## 약력
- 만주군 공병 중위
- 제120건설공병단장
- 육군공병학교장
- 제1군사령부 공병부장
- 육군본부 감찰감
- 제36사단장
- 1961년 : 서울특별시장
- 제9대 국회의원
- 대한주택공사

## 가족 관계
- 부친: 윤사효(국립현충원 묘비에서 확인)
- 삼촌: 윤씨(1873년 이후~1920년 이후)
  - 사촌 형: 윤상록(1920년 전~1945년 이후)
    - 사촌 조카: 윤동민

  - 사촌 남동생: 윤병현
  - 사촌 제수: 박매란(1920년 전후~2006년 전)
  - 사촌 제수: 최숙희(1920년 전후~2006년 전후)
    - 사촌 조카: 2남 2녀

## 기타
박정희의 쿠데타를 도와 현역 군인의 신분으로 서울특별시장이 되었다. 군복 차림으로 출근하여 군복 시장으로 불리기도 했다. 이는 해방 직후 미 군정 주둔과 동시에 키량프가 경성부윤에 취임한 이후 두 번째이며, 한국인으로서는 최초로 현역 군인 출신 지방자치단체장이기도 하다. 

## 역대 선거 결과
| 실시년도 | 선거 | 대수 | 직책     | 선거구           | 정당       | 득표수 | 득표율      | 순위 | 당락 | 비고 |
| -------- | ---- | ---- | -------- | ---------------- | ---------- | ------ | ----------- | ---- | ---- | ---- |
| 1973년   | 총선 | 9대  | 국회의원 | 통일주체국민회의 | 유신정우회 |        | \| \| 0% \| | 지명 |      | 초선 |
|          | 0%   |      |          |                  |            |        |             |      |      |      |